# دونالد بارك
دونالد بارك (بالإنجليزية: Donald Park)‏ (19 يوليو 1953 في المملكة المتحدة - ) هو مدرب كرة قدم ولاعب كرة قدم بريطاني في مركز الوسط. لعب مع نادي بارتيك ثيسل ونادي بريتشين سيتي وهارت أوف ميدلوثيان ونادي ليفينغستون لكرة القدم.

## وصلات خارجية
- دونالد بارك على موقع قاعدة بيانات كرة القدم.إي يو (الإنجليزية)